# Petra Joumaah

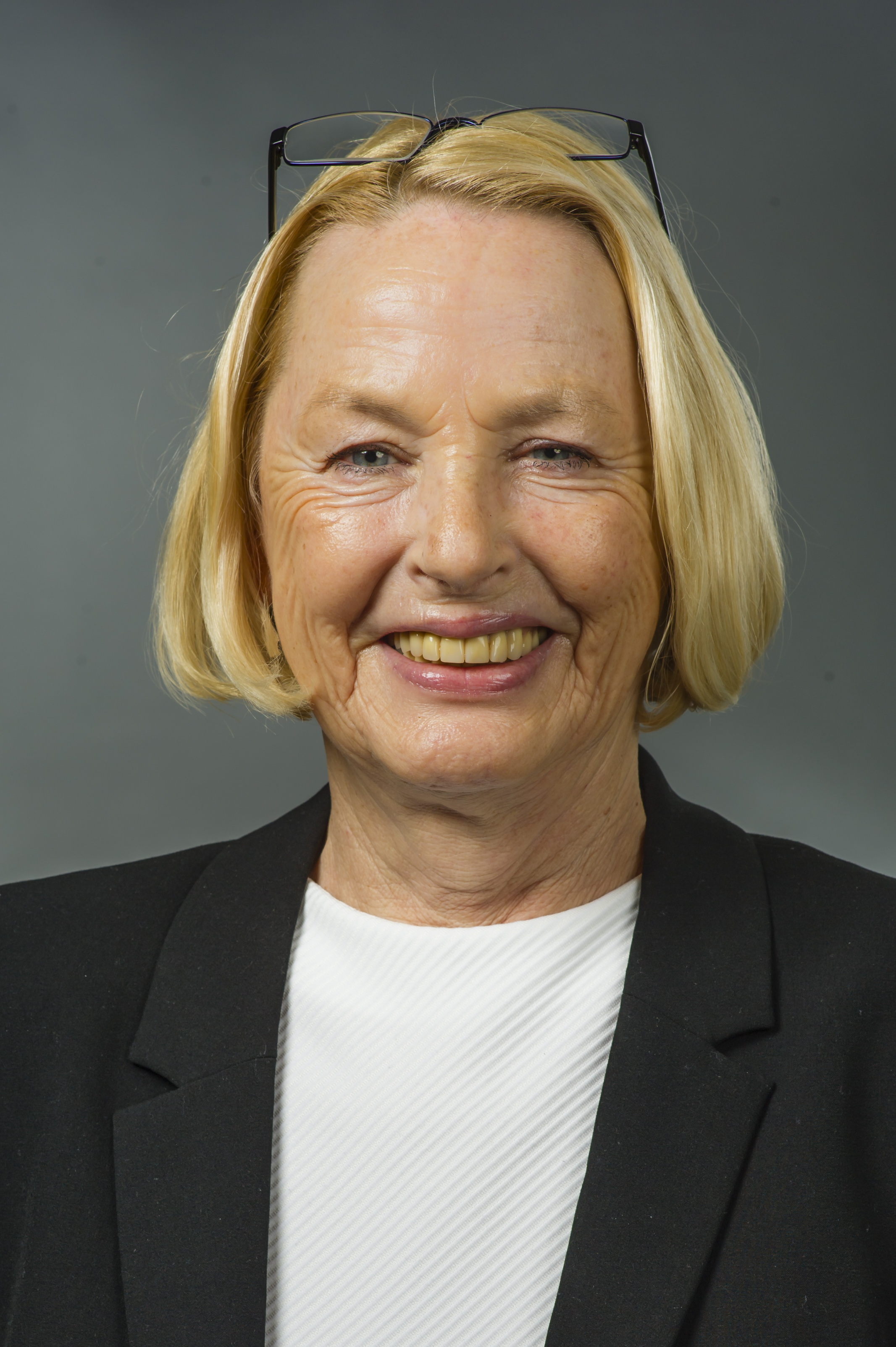
Petra Joumaah, 2018

Petra Joumaah (* 15. September 1955 in Langeloh) ist eine deutsche Politikerin (CDU). Von 2013 bis 2022 war sie Mitglied des Niedersächsischen Landtags.

## Leben
Joumaah absolvierte eine Ausbildung als Kinderkrankenschwester. Bis zu ihrer Wahl in den Landtag im Jahr 2013 war sie 35 Jahre lang als Kinderkrankenschwester tätig, zuletzt in einer Kinderarztpraxis in Bad Münder. Sie ist verheiratet und Mutter von vier Kindern.
Joumaah ist Mitglied der CDU. Sie ist stellvertretende Vorsitzende des CDU-Stadtverbandes Bad Münder und des CDU-Kreisverbandes Hameln-Pyrmont. Seit dem Jahr 2006 gehört sie dem Rat der Stadt Bad Münder an. Ebenso lange ist sie Ortsbürgermeisterin der Ortschaft Bad Münder.
Bei der Landtagswahl in Niedersachsen 2013 gewann Joumaah als Direktkandidatin der CDU den Wahlkreis Bad Pyrmont mit 39,8 % der Erststimmen und schaffte so den Einzug in den niedersächsischen Landtag. Bei der Landtagswahl 2017 verlor sie den Wahlkreis an Ulrich Watermann (SPD), zog jedoch über die Landesliste wieder ins Parlament ein. Bei der Landtagswahl 2022 trat sie nicht erneut an.

## Mitgliedschaften
- Gesellschafterversammlung GeTour Bad Münder
- Bürgerstiftung Weserbergland
- Förderverein Hospiz Bad Münder
- AWO
- DRK
- Förderverein Bürgerbus
- Sozialraum AG
- Forum Glas